# Championnat du Luxembourg de football 2004-2005
Navigation
Saison précédente Saison suivante
La saison 2004-2005 du Championnat du Luxembourg de football est la 91e édition du championnat de première division au Luxembourg. Les douze meilleurs clubs du pays se retrouvent au sein d'une poule unique, la Division Nationale, où ils s'affrontent 2 fois, à domicile et à l'extérieur. À l'issue du championnat, les quatre premiers disputent une poule pour le titre tandis que les huit derniers disputent la phase de relégation : les huit clubs sont répartis en deux poules de quatre et se rencontrent deux fois, le dernier de chaque poule est relégué en D2.
C'est le F91 Dudelange qui remporte le titre national pour la 4e fois de son histoire après son triplé entre 2000 et 2002. La relégation en Promotion d'Honneur de deux clubs de la ville de Luxembourg va entraîner la création d'une nouvelle entité, fruit de la fusion de trois clubs de la ville : les deux relégués, le CA Spora Luxembourg et l'Union Luxembourg ainsi que le club qui s'est maintenu en D1 cette saison, le CS Alliance 01. Ces trois clubs vont former le Racing FC Union Luxembourg qui prend donc la place du CS Alliance 01 et qui entraîne une absence de clubs relégués en D2 la saison prochaine.

## Les 12 clubs participants
| - F91 Dudelange - CS Grevenmacher - Victoria Rosport - FC Wiltz 71 - Spora Luxembourg - Jeunesse d'Esch | - Union Luxembourg - CS Pétange - Promu de Promotion d'Honneur - Swift Hesperange - FC Avenir Beggen - CS Alliance 01 - Promu de Promotion d'Honneur - Etzella Ettelbruck |

## Compétition
Le barème utilisé pour établir tous les classements est le suivant :
- Victoire : 3 points
- Match nul : 1 point
- Défaite : 0 point

### Première phase
| Rang | Équipe              | Pts | J  | G  | N | P  | Bp | Bc | Diff |
| ---- | ------------------- | --- | -- | -- | - | -- | -- | -- | ---- |
| 1    | F91 Dudelange       | 56  | 22 | 18 | 2 | 2  | 56 | 13 | +43  |
| 2    | Etzella Ettelbruck  | 52  | 22 | 17 | 1 | 4  | 57 | 23 | +34  |
| 3    | Jeunesse d'Esch (T) | 41  | 22 | 12 | 5 | 5  | 50 | 28 | +22  |
| 4    | Victoria Rosport    | 41  | 22 | 12 | 5 | 5  | 43 | 33 | +10  |
| 5    | CS Grevenmacher     | 32  | 22 | 9  | 5 | 8  | 40 | 27 | +13  |
| 6    | Swift Hesperange    | 29  | 22 | 8  | 5 | 9  | 28 | 34 | -6   |
| 7    | CS Alliance 01 (P)  | 28  | 22 | 8  | 4 | 10 | 31 | 47 | -16  |
| 8    | CS Pétange (P)      | 27  | 22 | 8  | 3 | 11 | 38 | 34 | +4   |
| 9    | FC Wiltz 71         | 25  | 22 | 8  | 1 | 13 | 25 | 37 | -12  |
| 10   | CA Spora Luxembourg | 18  | 22 | 5  | 3 | 14 | 24 | 54 | -30  |
| 11   | Union Luxembourg    | 14  | 22 | 3  | 5 | 14 | 14 | 44 | -30  |
| 12   | FC Avenir Beggen    | 11  | 22 | 2  | 5 | 15 | 20 | 52 | -32  |

|  | Qualification pour la poule pour le titre              |
|  | Participation à la poule de relégation                 |
|  | (T) : Tenant du titre (P) : Promu de deuxième division |

### Deuxième phase

#### Poule pour le titre
Les 4 premiers du classement à l'issue de la première phase se disputent le titre national. Les formations rencontrent à nouveau 2 fois leurs adversaires, à domicile et à l'extérieur, en démarrant cette deuxième phase avec la totalité des points acquis en première phase.
| Rang | Équipe              | Pts | J  | G  | N | P  | Bp | Bc | Diff |
| ---- | ------------------- | --- | -- | -- | - | -- | -- | -- | ---- |
| 1    | F91 Dudelange       | 70  | 28 | 22 | 4 | 2  | 74 | 15 | +59  |
| 2    | Etzella Ettelbruck  | 64  | 28 | 20 | 4 | 4  | 68 | 29 | +39  |
| 3    | Jeunesse d'Esch (T) | 45  | 28 | 13 | 6 | 9  | 58 | 45 | +13  |
| 4    | FC Victoria Rosport | 44  | 28 | 13 | 5 | 10 | 45 | 47 | -2   |

|  | Qualification pour la Ligue des clubs champions 2005-2006                                        |
|  | Qualification pour la Coupe UEFA 2005-2006                                                       |
|  | Qualification pour la Coupe Intertoto 2005                                                       |
|  | (T) : Tenant du titre (C) : Vainqueur de la Coupe du Luxembourg (P) : Promu de deuxième division |

#### Poules de relégation
Les 8 autres clubs, non concernés par la poule pour le titre, disputent les poules de relégation. Répartis en 2 poules de 4, ils rencontrent 2 fois (à domicile et à l'extérieur) les 3 autres équipes de la poule. Le dernier club de chaque poule est directement relégué en Division d'Honneur.

##### Poule 1
| Rang | Équipe             | Pts | J  | G  | N | P  | Bp | Bc | Diff |
| ---- | ------------------ | --- | -- | -- | - | -- | -- | -- | ---- |
| 1    | CS Alliance 01 (P) | 41  | 28 | 12 | 5 | 11 | 45 | 54 | -9   |
| 2    | CS Grevenmacher    | 40  | 28 | 11 | 7 | 10 | 57 | 40 | +17  |
| 3    | FC Wiltz 71        | 26  | 28 | 8  | 2 | 18 | 30 | 56 | -26  |
| 4    | Union Luxembourg   | 25  | 28 | 6  | 7 | 15 | 26 | 53 | -27  |

|  | Relégation en Promotion d'Honneur |
|  | (P) : Promu de deuxième division  |

##### Poule 2
| Rang | Équipe              | Pts | J  | G  | N | P  | Bp | Bc | Diff |
| ---- | ------------------- | --- | -- | -- | - | -- | -- | -- | ---- |
| 1    | Swift Hesperange    | 39  | 28 | 11 | 6 | 11 | 39 | 46 | -7   |
| 2    | CS Pétange (P) (C)  | 35  | 28 | 10 | 5 | 13 | 50 | 45 | +5   |
| 3    | FC Avenir Beggen    | 24  | 28 | 6  | 6 | 16 | 37 | 60 | -23  |
| 4    | CA Spora Luxembourg | 20  | 28 | 5  | 5 | 18 | 29 | 68 | -39  |

|  | Relégation en Promotion d'Honneur                                          |
|  | (P) : Promu de deuxième division (C) : Vainqueur de la Coupe du Luxembourg |

## Bilan de la saison
| Championnat du Luxembourg de football 2004-2005                 |                          |
| Champion                                                        | F91 Dudelange (4e titre) |
| Coupes et trophées                                              |                          |
| Vainqueur de la Coupe du Luxembourg 2004-2005                   | CS Pétange               |
| Qualifications continentales                                    |                          |
| Ligue des clubs champions 2005-2006 (1er tour de qualification) | F91 Dudelange            |
| Coupe UEFA 2005-2006                                            | CS Pétange               |
| Coupe UEFA 2005-2006                                            | Etzella Ettelbruck       |
| Coupe Intertoto 2005                                            | Jeunesse d'Esch          |
| Promotions et relégations                                       |                          |
| Promus en Division Nationale                                    | US Rumelange             |
| Promus en Division Nationale                                    | UN Käerjeng              |
| Relégués en Promotion d'Honneur                                 | CA Spora Luxembourg      |
| Relégués en Promotion d'Honneur                                 | Union Luxembourg         |

## Meilleurs buteurs
| Pos | Joueur            |            | Club               | Buts |
| --- | ----------------- | ---------- | ------------------ | ---- |
| 1   | Sergio Pupovac    | Luxembourg | CS Alliance 01     | 24   |
| 2   | Daniel Huss       | Luxembourg | CS Grevenmacher    | 21   |
| 3   | Stéphane Martine  | France     | F91 Dudelange      | 20   |
| 4   | Laurent Dutheil   | Luxembourg | CS Pétange         | 19   |
| 5   | Patrick Grettnich | Luxembourg | Etzella Ettelbruck | 15   |
| 6   | Philippe Dürrer   | Luxembourg | Swift Hesperange   | 13   |
| 6   | Ahmed El Aouad    | France     | CS Grevenmacher    | 13   |
| 6   | Luc Mischo        | Luxembourg | Etzella Ettelbruck | 13   |
| 6   | Frank Wagner      | Germany    | Victoria Rosport   | 13   |
| 6   | Stefan Wagner     | German     | Jeunesse d'Esch    | 13   |
| 6   | Patrick Zöllner   | Germany    | Victoria Rosport   | 13   |